# Rudolf Thienhaus
Rudolf Thienhaus (* 2. August 1873 in Engelskirchen; † 25. März 1962 in Eidinghausen) war ein deutscher Maler und Lithograf.

## Leben
Thienhaus stammte aus einer reformierten Pastorenfamilie. Er erhielt seine künstlerische Ausbildung zunächst an der Akademie der Bildenden Künste München als Schüler von Paul Hoecker, wo er sich 1897 immatrikulierte, dann an der Berliner Akademie, wo er Schüler von Max Koner und Arthur Kampf war. 1898 erhielt er den Adolph-Menzel-Preis der Akademie, 1899/1900 ein Stipendium der Reichenheim-Stiftung und 1907 die  Kleine Goldene Medaille für Kunst auf der Großen Berliner Kunstausstellung für sein Abendmahl, das die Austeilung des Abendmahls in der Dorfkirche Schöneberg zeigt.
Seine Frau und Mutter des gemeinsamen Kindes Peter Thienhaus starb früh. Rudolf Thienhaus lebte später in den Niederlanden, und sein Sohn wuchs in Lübeck bei der Familie seines Bruders, des Gymnasialprofessors Paul Thienhaus, zusammen mit dessen Kindern auf, darunter Erich Thienhaus und Waltraut Thienhaus, ab 1933 Frau von Hugo Distler.
1941 war Rudolf Thienhaus mit zwei Gemälden: Goldballenstrauß  und Fliederstrauß auf der Großen Deutschen Kunstausstellung in München vertreten.

## Werke
- Stilleben, im Stadtmuseum Berlin
- Abendmahl im Gemeindehaus der Kirche zum Heilsbronnen in Berlin-Schöneberg
- Wilhelm Jannasch, Aegidienkirche (Lübeck)
- Kopie der Beweinung Christi von Van Dyck, 1911 für die Kirche in Groß Rosenburg angefertigt